# グリゴリー・コルガノフ
グリゴリー・ニコラエヴィチ・コルガノフ（コルガニシュヴィリ / コルガニャン）（ロシア語: Григорий Николаевич Корганов (Корганишвили / Корганян)、1886年7月30日 - 1918年9月20日）、民族名グリゴル・ニコライイ・コルガノフ（ゴルガニアン）（アルメニア語: Գրիգոր Նիկոլայի Կորգանով (Ղորղանյան)）は、ロシアの軍人・革命家であり、26人のバクー・コミッサールの一員。

## 生涯
1886年7月30日にロシア帝国チフリス県チフリスでアルメニア人軍官吏の家庭に生まれ、1905年から革命運動に関わり始めた。1907年にモスクワ大学へ入学し、カフカース人学生の共産主義組織を率いたが、1911年に革命運動への参加を理由に放校された。同年から翌1912年にかけての兵役の後に復学し1914年に歴史・文献学部 (ru) を卒業した。
第一次世界大戦時はカフカース戦線に将校として従軍し、兵士の間でプロパガンダ活動に従事。二月革命後は軍の自治団体を組織し、5月にはチフリスで開かれたカフカース軍第1回会議のボリシェヴィキ派代表となった。12月の第2回会議では議長を務め、同月からはカフカース軍事革命委員会 (en) 議長にもなった。翌1918年3月にはバクー防衛委員会メンバーになり、翌4月にバクー・コミューンが発足すると、その海軍委員に就任した。その後もドイツ帝国軍とオスマン帝国軍の双方からバクーを防衛する任に当たったが、コミューンが崩壊すると逮捕され、9月20日に他のコミューン成員らとともに、カスピ海横断鉄道沿線で銃殺された。